# کراد الغنامه
کراد الغنامه (به عربی: کراد الغنامة) روستایی فلسطینی، واقع در ۱۱ کیلومتری شمال شرق صفد بود.